# Golfo de Marinella
El Golfo de Marinella (también llamada «la spiaggia», la playa) es una pequeña ensenada situada en el Mar Tirreno, en la parte nororiental de la Isla de Cerdeña. Está a pocos kilómetros de Porto Rotondo, después del golfo de Olbia y antes del golfo de Cugnana. Las costas del golfo pertenecen a las comunas de Olbia y de Golfo Aranci, ambas de la provincia de Sácer.
La boca, de unos 2,6 km, está orientada al noreste, y permite que la bahía esté protegida del mistral, el viento predominante en Cerdeña, y de los vientos del tercer y cuarto sector de la rosa de los vientos, siendo por ello muy adecuada para la navegación de recreo. En el golfo hay dos puertos, Porto Marana y Palumbalza. La costa del golfo tiene bastantes entrantes en su lado este, una larga playa en la parte central y una costa más lineal en la parte oriental, que acaba en Punta Lada.